# Kirikiño
Evaristo (o Ebaristo) Bustinza Lasuen, conegut pel pseudònim de Kirikiño (Mañaria, Biscaia, 26 d'octubre de 1886 - 31 de gener de 1929), va ser un escriptor i periodista en èuscar.

A la seva infantesa es va traslladar amb la seva família a Almansa (Albacete), on va transcórrer la seva joventut però va continuar parlant el basc en dialecte biscaí amb la seva família.
Durant un curt temps va treballar en la càtedra de basc en substitució de Resurrección María de Azkue, qui el va convidar a treballar en la revista Euskalzale on va publicar la seva primera obra "Zerutar bat" y el 1913 començà a signar com Kirikiño essent responsable de la secció en basc del periòdic Euzkadi.
Va traduir moltes obres al biscaí com: "Meza Barriya" de Abelino Barriola, "Lelo" de Alfredo Etxabe, etc. Obres de producció pròpia son: "Antton Berakatz" (1914) i"Abarrak", col·lecció distintes lectures en llengua popular i de fàcil lectura el 1918.
Se'l considera un gran orador.

## Obra

### Narració
- Abarrak... idatziriko irakurgaitxuak (1918, Grijelmo)
- Bigarrengo Abarrak (1980, GEU)

### Articles
- Edo geuk iñok ez euskeraren alde (1984, Labayru)
- Egunekoa (1981, Labayru)
- Guda Nagusia (1914-1918) (1989, Labayru)
- Aberriaren alde, artikulu politikoak (2005, Labayru)